# فتاة السجائر
فتاة السجائر هي امرأة شابة جذابة تبيع أو توفر السجائر من صينية محمولة بحزام عنق في أوروبا والولايات المتحدة، وهي مهنة غير رسمية شائعة حتى حلت محلها آلات البيع في الخمسينيات من القرن العشرين، وخاصة في النوادي الليلية، ولكن أيضًا في المطاعم والحانات والكازينوهات وأماكن التجمعات الاجتماعية الأخرى. كانت فتاة السيجار تبيع السيجار أيضًا، كما كانت تبيع أشياء أخرى مثل الحلوى والوجبات الخفيفة والمشروبات والعلكة من صينيتها. سحرها المميز وذكائها ومغازلتها جعلوها رمزًا ثقافيًا في ذلك الوقت.

## زي مُوحد
الزي الرسمي الأكثر شيوعًا هو تنورة قصيرة حمراء وسوداء على طراز الصالون فوق فستان الركبة مصحوبًا بقبعة صغيرة متطابقة، ولكن الألوان والأنماط المختلفة ممكنة. لقب آخر لفتاة السجائر هو فتاة الحلوى.
بعيدًا عن تقديم السجائر وغيرها من الأشياء الجديدة، كانت الفتيات الجذابات بمثابة متعة للعين وكان يتم توظيفهن في كثير من الأحيان لمغازلة العملاء الذكور أيضًا. كانت فتيات السجائر يوافقن عادة على أمل الحصول على إكراميات من رجال الأعمال الأثرياء.

## الشعبية والانحدار
تطورت الصورة الحديثة لفتاة السجائر في عشرينيات القرن العشرين مع التوسع الحضري في الولايات المتحدة. على الرغم من عدم ظهور فتيات السجائر على نطاق واسع إلا في الحانات السرية ونوادي العشاء، فقد تم عرضهن بشكل متكرر في أفلام هوليوود وسرعان ما أصبحن معروفات بين عامة الناس. أصبحت فتاة السجائر في الملهى الليلي شخصية أساسية في السينما والمسرح. مع إلغاء الحظر في عام 1933، أغلقت الحانات السرية في جميع أنحاء الولايات المتحدة، وسرعان ما وجدت فتيات السجائر فرص عمل في وجهات تجارية أكثر شعبية.
كانت فتيات السجائر مشهدًا شائعًا في المطاعم والنوادي والحانات والمطارات والكازينوهات في ثلاثينيات وأربعينيات القرن العشرين في الولايات المتحدة. من نهاية الحرب العالمية الثانية وحتى الخمسينيات من القرن العشرين، توسعت فتيات السجائر إلى الأحداث الرياضية وقاعات المسارح وقاعات الموسيقى خلال فترات الاستراحة.
مع ظهور آلات بيع السجائر في منتصف الخمسينيات من القرن العشرين، لم يعد أصحاب الأماكن بحاجة إلى البحث عن فتيات السجائر اللاتي يعملن مقابل أجر، واختفت الفتيات إلى حد كبير عن أعين الجمهور. لا تزال هناك بعض الكازينوهات والنوادي الليلية التي توظف فتيات السجائر اليوم، وخاصة في لاس فيغاس ستريب.